# 欧州共通の家構想
欧州共通の家構想（Common European Home、おうしゅうきょうつうのいえこうそう）は、ソビエト連邦のミハイル・ゴルバチョフ書記長が1987年7月にフランスのストラスブールで開催された欧州会議議会で提唱した構想。
軍事同盟・経済同盟によって対立が続いていた東西ヨーロッパの分断状況を克服し、ヨーロッパに統一された一つの共同体（共通の家）をつくるべきであるとゴルバチョフは主張した。
| サブスタブ | この項目は、まだ閲覧者の調べものの参照としては役立たない、書きかけの項目です。この項目を加筆・訂正などしてくださる協力者を求めています。このテンプレートは分野別のサブスタブテンプレートやスタブテンプレート（Wikipedia:分野別のスタブテンプレート参照）に変更することが望まれています。 |